# Tagebau Profen
Der Tagebau Profen ist ein Braunkohletagebau rund neun Kilometer nordöstlich von Zeitz und drei Kilometer westlich von Pegau. Etwa 75 Prozent der beanspruchten Flächen liegen im Burgenlandkreis in Sachsen-Anhalt und 25 Prozent im Landkreis Leipzig in Sachsen. Der Aufschluss des Tagebaus begann im Jahr 1941 in der Nähe von Profen. Der heutige Betreiber ist die im Jahr 1994 privatisierte Mitteldeutsche Braunkohlengesellschaft mbH (MIBRAG), seit 2012 ein Tochterunternehmen der EP Energy a.s.

## Derzeitiger Betrieb
Der Tagebau erstreckt sich heute über drei Abbaufelder: Profen-Süd, Schwerzau und Domsen. Es handelt sich um einen kombinierten Band-LKW-Tagebau, in dem drei Kohleflöze abgebaut werden. Die geförderte Kohle entstand vor 45 bis 20 Millionen Jahren. Zur Freilegung des Hauptflözes muss neben dem Abraum eine fünf bis zehn Meter starke Quarziteinlagerung beseitigt werden. Der Abtransport des Abraums erfolgt über ein Drei-Schnitt-Förderband. Das metamorphe Gestein wird durch Sprengung aufgelockert und mittels Hydraulikbagger sowie Frontschaufellader auf Schwerlastkipper (85 t Nutzlast) verladen. Der zwischen dem Ober- und Unterflöz anstehende Mittelabraum gelangt über Förderbänder zum Absetzer. Die Abraummassen werden seit dem Jahr 1999 auf einer Halde innerhalb des Tagebaus verkippt.
Pro Jahr fallen 20 bis 26 Millionen Kubikmeter Abraum an. Dem steht eine jährliche Kohleförderung von etwa 7,5 Millionen Tonnen gegenüber. Als Großgeräte sind verschiedene Eimerkettenbagger, Absetzer, Schaufelradbagger und Rückladegeräte im Einsatz. Die Förderbänder haben eine Gesamtlänge von 36 km. Das Fassungsvermögen des Kohlemisch- und Stapelplatzes (KMS) beträgt 400.000 Tonnen. Hier wird die Rohbraunkohle zerkleinert, gemischt und zwischengelagert. Der Weitertransport der Braunkohle zur Wärmeerzeugung, elektrischen Energieerzeugung und Veredlung erfolgt per Bahn und LKW.
Für den Tagebaubetrieb ist eine ständige Wasserhebung notwendig. Abgepumpt werden pro Minute bis zu 120 Kubikmeter Grubenwasser, das seit dem Jahr 2017 über eine Wasserreinigungsanlage am Rande des Tagebaus behandelt und in die Weiße Elster geleitet wird. Gegenwärtiger Hauptabnehmer der Braunkohle aus dem Tagebau Profen ist nach Angaben des Betreibers das Kraftwerk Schkopau in Sachsen-Anhalt. Dieses Braunkohlekraftwerk liefert Strom und Prozesswärme an verschiedene mitteldeutsche Standorte der Dow Olefinverbund GmbH sowie in das öffentliche Stromnetz und in das Netz der Deutschen Bahn.
Auch das von der MIBRAG beziehungsweise ihrer alleinigen Gesellschafterin EP Energy betriebene Industriekraftwerk Wählitz ist an das Werkbahnnetz des Tagebaus Profen angeschlossen und wird täglich mit zwei Zügen Rohbraunkohle beliefert. Ein weiterer Hauptabnehmer war das Kraftwerk Deuben, das nach zahlreichen Protesten und Störfällen am 7. Dezember 2021 vom Netz genommen wurde.
Aussagen von Umweltaktivisten und Mitgliedern des deutschen Bundestages zufolge, beliefert die MIBRAG mit Braunkohle aus dem Tagebau Profen seit dem Jahr 2012, offiziell nach unternehmenseigenen Angaben seit 2014, die Braunkohlekraftwerke in Komořany u Mostu und Opatovice nad Labem in Tschechien, wo der Betrieb von Braunkohletagebauen im Jahr 2022 vollständig eingestellt werden soll und schon seit 2012 unfreiwillige bergbauliche Grundabtretungen nicht mehr zulässig sind.

## Geschichte

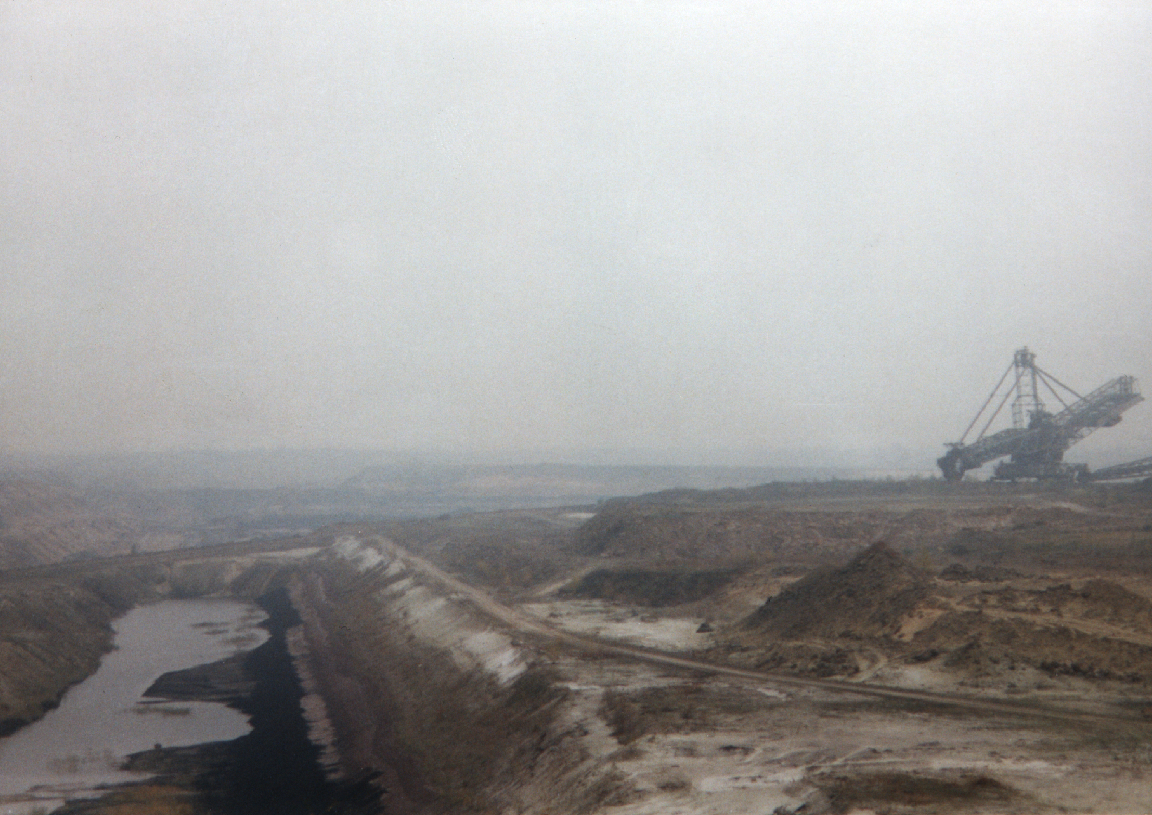
Tagebau Profen, 1996

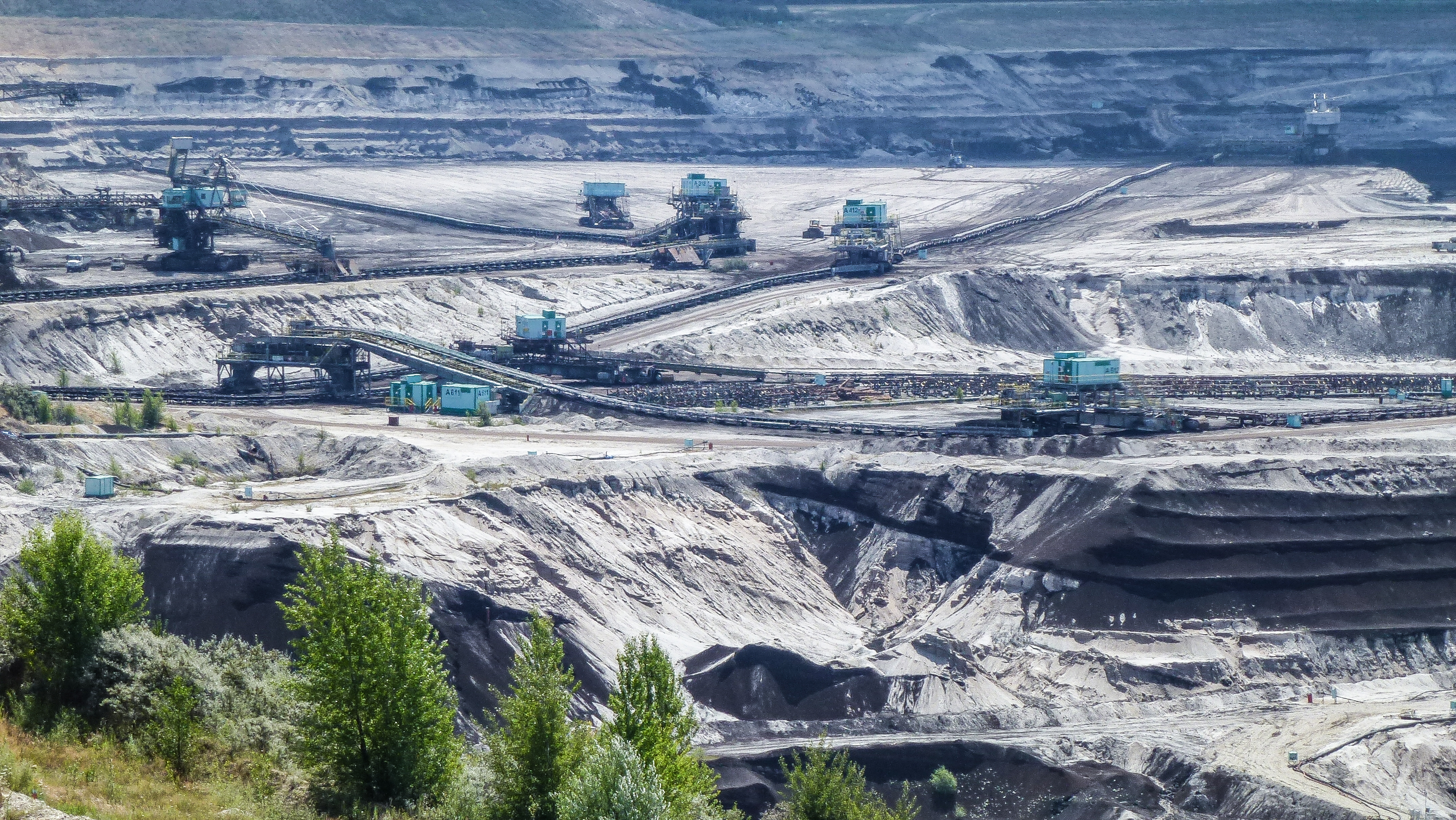
Tagebau Profen, 2018

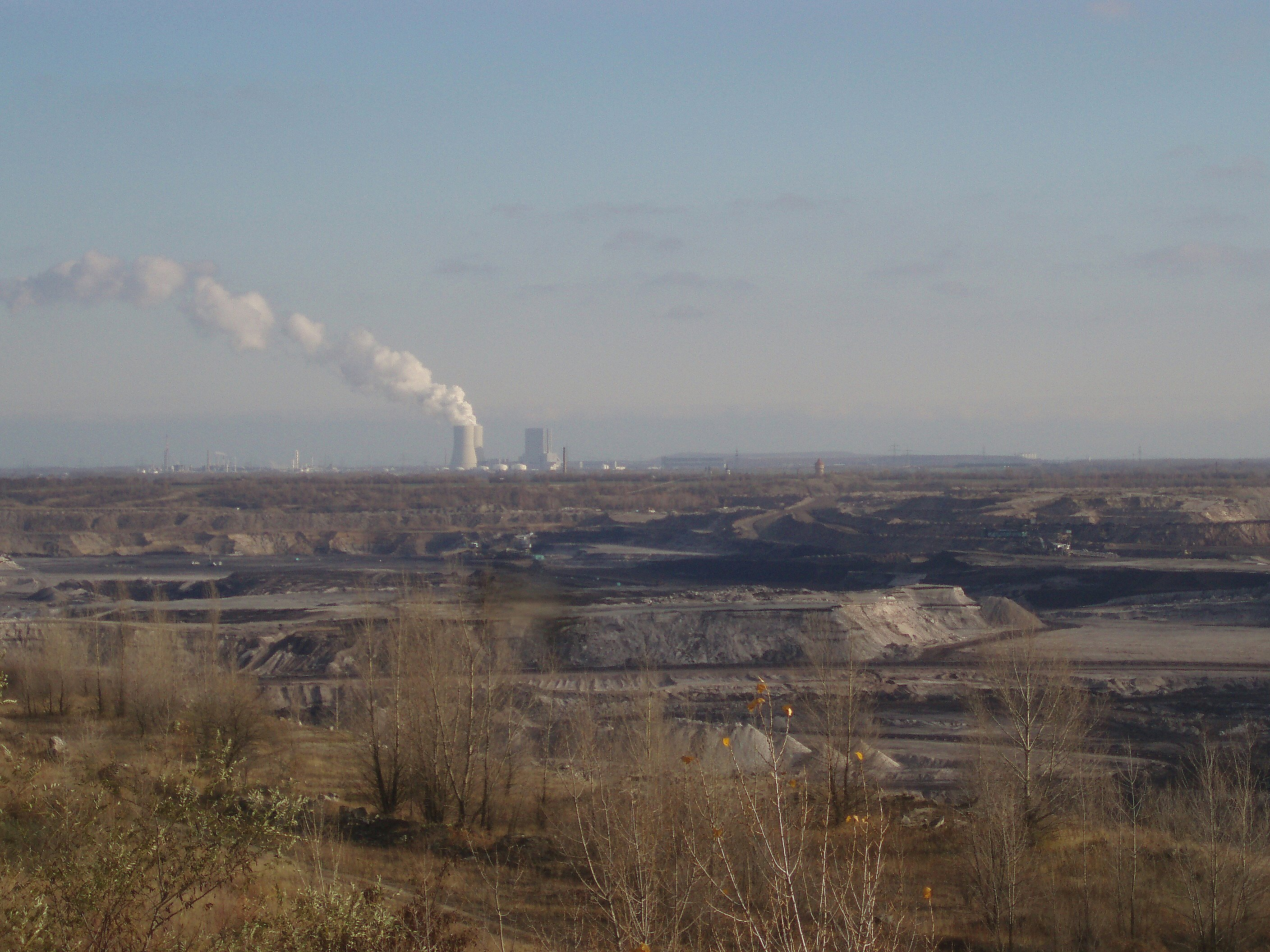
Abbaufeld Profen-Süd, 2006

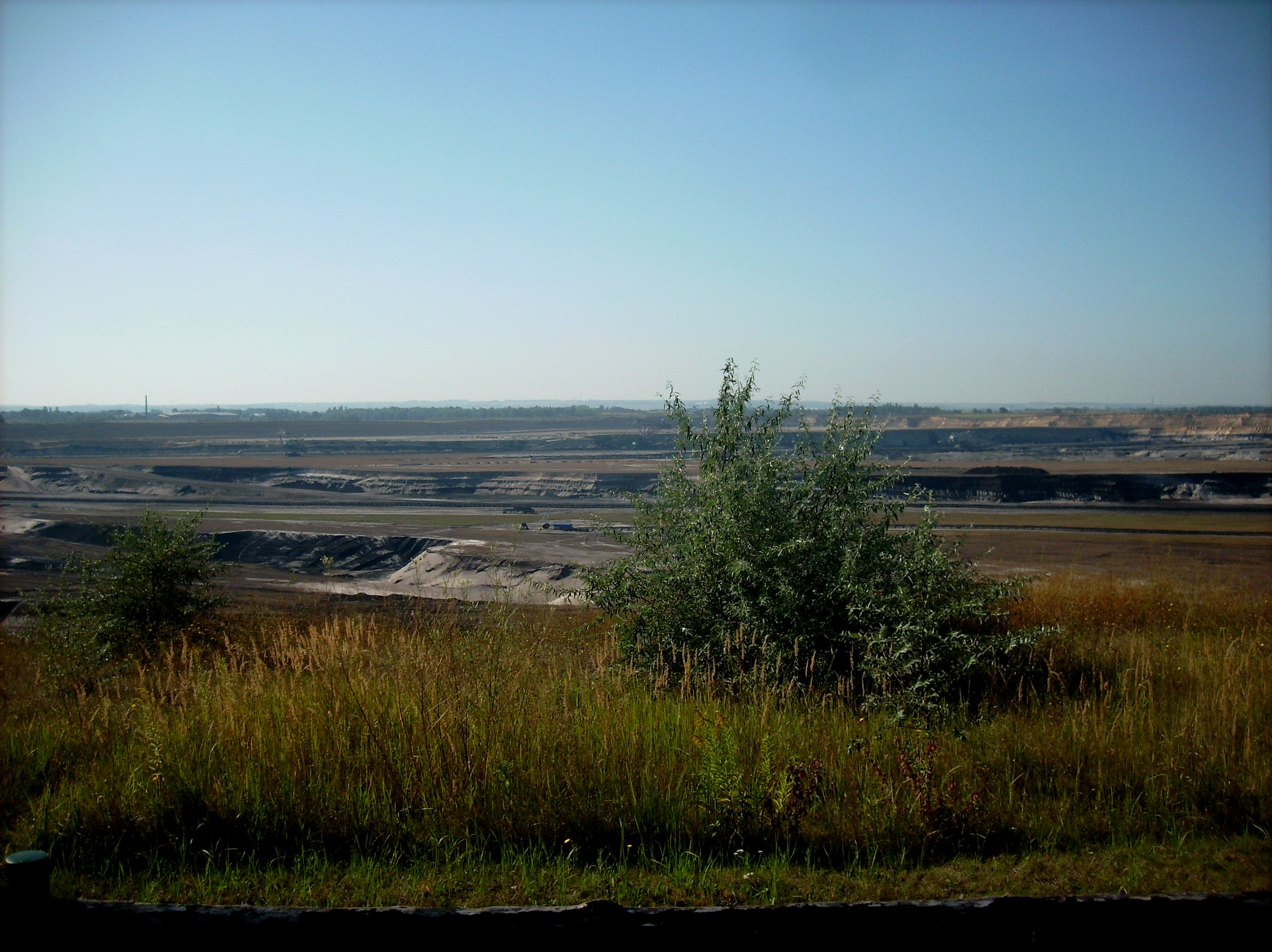
Abbaufeld Schwerzau, 2009

Verbunden mit der Industrialisierung stieg in Mitteldeutschland gegen Ende des 19. Jahrhunderts die Nachfrage nach heimischer Kohle für den Hausbrand, vor allem aber für die wachsende Anzahl von Fabriken stark an. Verkehrsgünstig an der Bahnstrecke Leipzig-Zeitz gelegen, eröffnete in rund vier Kilometer Entfernung vom Haltepunkt Profen die Waldauer Braunkohlen-Industrie AG im Jahr 1908 die Tiefbaugrube Bunge-Nebe bei Queisau. Zwei Jahre später baute das Unternehmen eine Brikettfabrik in Profen mit sechs Umformpressen und einer Nasspresssteinanlage. Die Fabrik wurde zunächst über eine Luftseilbahn mit Rohbraunkohle aus der Grube Bunge-Nebe beliefert. Noch zu DDR-Zeiten trugen die Briketts aus Profen die Prägung Waldau. Damit war ersichtlich, dass die installierten Pressen von 1910 unverändert viele Jahrzehnte in Betrieb blieben.
Die Waldauer Braunkohlen-Industrie AG wurde 1911 von der Werschen-Weißenfelser Braunkohlen AG übernommen, die sich 1924 mit der Aktiengesellschaft der Anhaltischen Kohlenwerke (AKW) zuerst im Rahmen einer Verwaltungsgemeinschaft und 1940 vollständig vereinte. Zu den AKW gehörte der Großtagebau in Wählitz, von wo aus die Brikettfabrik in Profen ab 1930 über werkseigene Kohlebahnen beliefert wurde. 1930 folgte die Schließung der Grube Bunge-Nebe bei Queisau. Im Mai 1938 gelangten die Aktien der Werschen-Weißenfelser Braunkohlen AG und der Anhaltischen Kohlenwerke in den Mehrheitsbesitz von Friedrich Flick. Rund acht Monate später begannen in Profen die Arbeiten zur Errichtung einer hochmodernen Schwelerei im Lurgi-Spülgasverfahren, die 1940 in Betrieb ging. Zur gleichen Zeit fiel der Entschluss, in der unmittelbaren Umgebung einen neuen Großtagebau zu eröffnen. Dieser sollte in Konkurrenz zur hochtechnisierten Otto-Scharf Grube der A. Riebeck’sche Montanwerke (IG Farben) stehen.
Im Jahr 1941 begannen die Entwässerungsarbeiten für den Aufschluss des neuen Tagebaus. Parallel entstand eine weitere Werksbahn nach Wählitz. Über diese Verbindung erfolgte der Transport des ersten Abraums aus Profen zur Verkippung im ausgekohlten Teil des Tagebaus Wählitz II, später auch „Quarzitkippe“ genannt. Schon bei der ersten Abraumbeseitigung, die ab 1943 begann, stießen die Bagger auf Tertiärquarzit, der sich als spezifisch für das unter der Oberfläche liegende Gebirge im Raum Profen herausstellte. Während der NS-Diktatur sowie der SED-Diktatur spielten Begleitrohstoffe grundsätzlich eine untergeordnete Rolle, soweit bei der Gewinnung der Braunkohle keine Verzögerungen eintraten. Nach 1990 wurden die früheren Quarzitkippen von der Bergbauindustrie als „Zwischenlager“ bezeichnet, und die verschütteten Gruben zur „Rohstoffsicherung“ erneut geöffnet.
Im Mai 1944 nahm der Tagebau Profen seinen Betrieb auf. Wie von den damaligen Geologen bei der Exploration korrekt ermittelt, zeichnete sich die Rohbraunkohle in den erschlossenen Gebieten mit einem Bitumenanteil von bis zu 70 Prozent aus. Die Profener Schwelerei veredelte die Kohle zu Schwelteer, den unter anderem das im Jahr 1939 von der Braunkohle-Benzin AG (BRABAG) fertiggestellte Hydrierwerk Zeitz in synthetische Kraftstoffe umwandelte. Trotz der kriegswichtigen Produktion, stand eine Devastierung von Orten für den Tagebau Profen zu dieser Zeit nicht zur Diskussion und wurde auch nicht in Erwägung gezogen. Vielmehr existierten ab 1942 beim Bergamt Zeitz konkrete Pläne zur Wiederurbarmachung der Tagebaufläche.
Die im April 1945 in Profen einrückenden Streitkräfte der Vereinigten Staaten schenkten dem Tagebau wenig Beachtung. Dies änderte sich am 1. Juli 1945. Gemäß dem Zonenprotokoll rückten an diesem Tag die US-Streitkräfte aus Mitteldeutschland ab und überließen das Gebiet im Tausch gegen West-Berlin der Sowjetischen Besatzungsmacht. Deren Rote Armee war für die nun einsetzenden Enteignungen und Demontagen verantwortlich. Im Gegensatz zur nahegelegenen Grube Otto-Scharf bei Köttichau, deren Tagebauausrüstung von sowjetischen Beutekommandos zwischen Juli und November 1945 vollständig abtransportiert wurde, hielten sich die Demontagen in Profen in Grenzen. Hier ging die Sowjetische Militäradministration in Deutschland (SMAD) sehr schnell auf eine Entnahme der von ihr erhobenen Reparationsansprüche aus der laufenden Produktion über.
Am 16. November 1946 folgte die Enteignung und Überführung der Anhaltischen Kohlenwerke in eine Sowjetische Aktiengesellschaft (SAG Maslo). Ein Betriebsteil davon wurde das „Kombinat Profen“ mit dem Tagebau Profen, der Kippfelder Wählitz I und II sowie den Brikettfabriken in Profen, Wählitz und Köpsen. Das Kombinat produzierte für die folgenden sechs Jahre nahezu ausschließlich für die UdSSR. Im April 1952 gestattete die SMAD der DDR den etappenweisen „Rückkauf“ der Braunkohlewerke Profen. Jedoch wurden erst nach dem Volksaufstand vom 17. Juni 1953 die Reparationsleistungen vollständig eingestellt.
Von 1953 bis 1955 erfolgte der Bau einer Werksbahn zwischen Profen und dem VEB Braunkohlenwerk ‚Erich Weinert‘ in Deuben. Bereits 1952 begann mit dem Aufschluss des sogenannten Sachsenfeldes, westlich von Elstertrebnitz, die Erweiterung des Tagebaus. Von wenigen Ausnahmen abgesehen, wiesen alle nach 1945 neu eröffneten Kohlefelder erhebliche Defizite auf. Die fortan gewonnene Kohle führte zeitweise zu großen Leistungseinbrüchen in den Weiterverarbeitungswerken Profen und Deuben. Die Zumischung von Teerrückständen aus den Schwelereien zeigte nur bedingt eine Qualitätsverbesserung.
Generell konnte festgestellt werden, dass die Braunkohle einen relativ hohen Wassergehalt von 48 bis 60 Prozent besitzt. Nur etwa 35 bis 50 Prozent sind verbrennbares Material (Reinkohle). Bis zu 16 Prozent der verbrannten Rohbraunkohle bleiben als Asche und Schlacke zurück. Der hohe Wassergehalt führt zu einem vergleichsweise niedrigen Heizwert. Als zentraler Nachteil erwies sich jedoch der Schwefelgehalt: Neben dem Tagebau Schleenhain hat die Kohle aus dem Tagebau Profen deutschlandweit den höchsten Schwefelgehalt von 1,7 Prozent. Ein hoher Schwefelgehalt führt grundsätzlich zu höherem Verschleiß in den Kraftwerken sowie zu höherem Aufwand und höheren Kosten für die Rauchgasreinigung. Zudem erschwert ein ungünstiges Abraum-Kohle-Verhältnis von durchschnittlich 7:1 sowie großflächig eingelagerte Quarzitbänke bei allen nach 1945 neu eröffneten Abbaufeldern im Tagebau Profen die Gewinnung der Braunkohle.
Am 1. Juli 1968 wurde der Tagebau Profen nebst angeschlossener Tagebaue und Fabriken in das VEB Braunkohlenwerk ‚Erich Weinert‘ Deuben integriert. Ein Jahr später erfolgte die Schließung der Profener Schwelerei. Nach der Auskohlung der alten Abbaufelder, begann im September 1971 zeitgleich der Aufschluss der neuen Tagebaue Profen-Nord und Profen-Süd. Die Felder durchlief ein Millionen Jahre altes Deckgebirge mit massiven Quarzitschichten, die mit der bisher verwendeten Baggertechnik nicht durchbrochen werden konnte. Die Beseitigung übernahm eine neu gegründete Hauptabteilung Bohr- und Sprengtechnik mit rund 100 Beschäftigten und eigens für den Tagebau Profen ausgebildeten Sprengmeistern. In den 1980er-Jahren erreichte der Jahresverbrauch an Sprengmitteln eine Größenordnung von rund 1100 Tonnen. Damit war das Braunkohlenwerk Deuben mit seinen Tagebauen Profen-Nord und Profen-Süd einer der größten zivilen Sprengstoffverbraucher der DDR. Die Förderung von Braunkohle erreichte 1977 mit rund 5,4 Millionen Tonnen im Tagebau Profen-Nord und 1989 mit rund 12 Millionen Tonnen im Tagebau Profen-Süd ihre Höhepunkte.
Im August 1990 wurde die Brikettfabrik Profen geschlossen. Das VEB Braunkohlenwerk Deuben ging zunächst in eine Aktiengesellschaft im Eigentum der Treuhandanstalt über und erhielt die Bezeichnung Mitteldeutsche Braunkohlenwerke AG (MIBRAG). Nach mehreren Übernahmen befindet sich das Unternehmen als Gesellschaft mit beschränkter Haftung seit dem Jahr 2012 vollständig im Besitz der EP Energy a.s., ein 100-prozentiges Tochterunternehmen der tschechischen Energetický a Průmyslový Holding.
Mit der planmäßigen Auskohlung endete Anfang 1991 der Betrieb im Tagebau Profen-Nord. Seitdem führt die MIBRAG den Tagebau Profen-Süd als Tagebau Profen mit den Abbaufeldern Profen-Süd/D1 sowie Schwerzau und Domsen weiter. Im Jahr 2017 gab der Betreiber bekannt, dass Profen-Süd/D1 noch über 1,3 Millionen Tonnen Rohbraunkohle verfüge und bis 2021/2022 ausgekohlt sein soll. Das im Jahr 2006 eröffnete Abbaufeld Schwerzau hatte nach Unternehmensangaben 2017 noch einen Inhalt von 41 Millionen Tonnen und soll bis zum Jahr 2024 ausgebaggert werden. Der Aufschluss des 888 Hektar großen Abbaufelds Domsen begann 2016; hier rechnet die MIBRAG damit, bis zum Jahr 2035 insgesamt 82 Millionen Tonnen Rohbraunkohle abbaggern zu können.
Mit der Stilllegung des Veredelungswerkes in Deuben im Dezember 2021 wurde auch die Werkbahn von Profen nach Deuben eingestellt.

### Motorsport
Das Tagebaugelände wurde seit Anfang der 2000er Jahre auch für Motorsportwettbewerbe genutzt. Bis zur Erweiterung der betrieblichen Rahmenbedingungen (Umverlegung von Förderbändern sowie Strom- und Wasserleitungen) fand dort bis 2017 jährlich die Baja Deutschland sowie das Offroad Sommerfestival der OF Series statt. Im Jahr 2015 war der Tagebau bspw. Startpunkt und Austragungsort der ersten Etappen der Rallye Breslau.

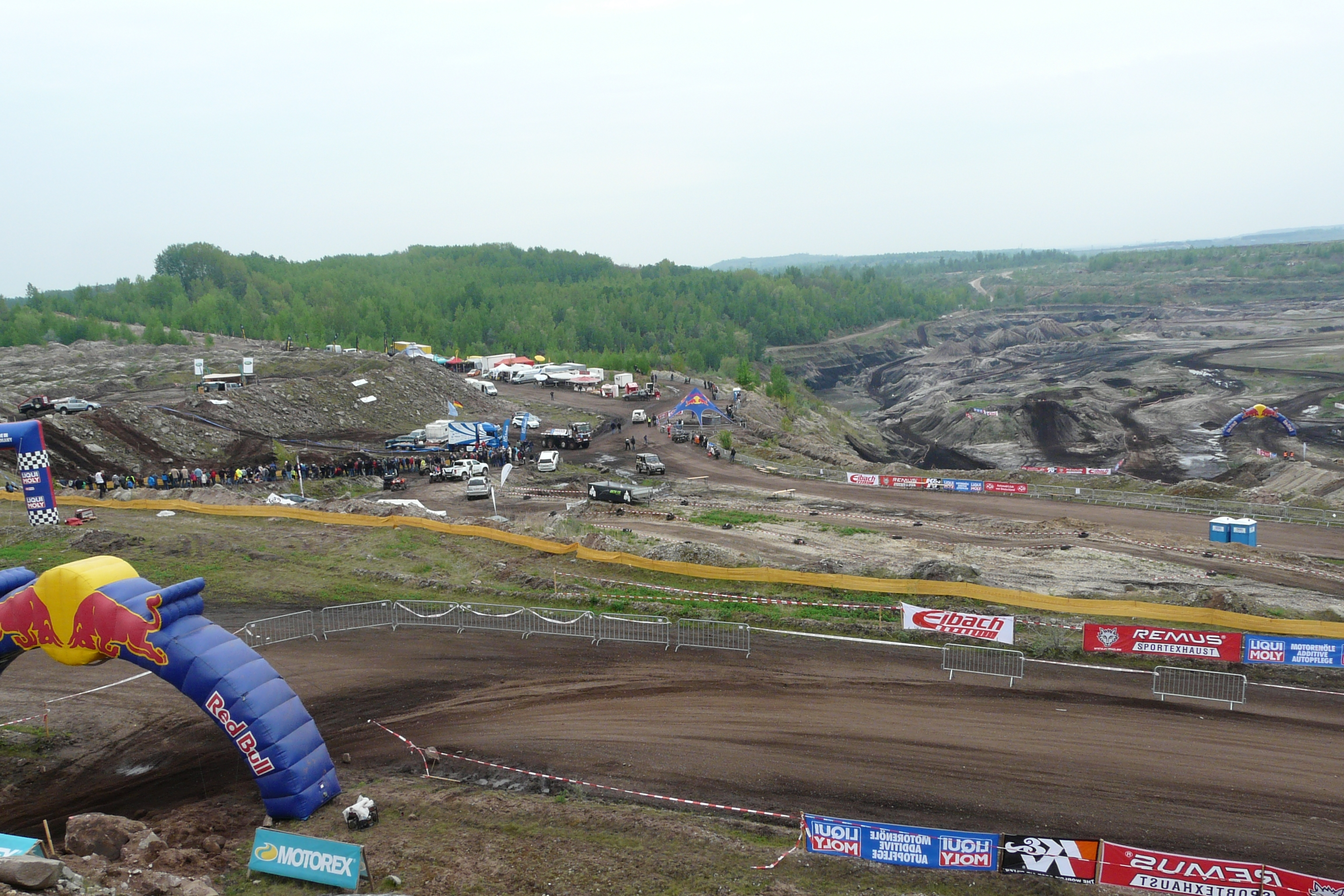
Start und Zieleinlauf der Baja 300 Powerdays 2013
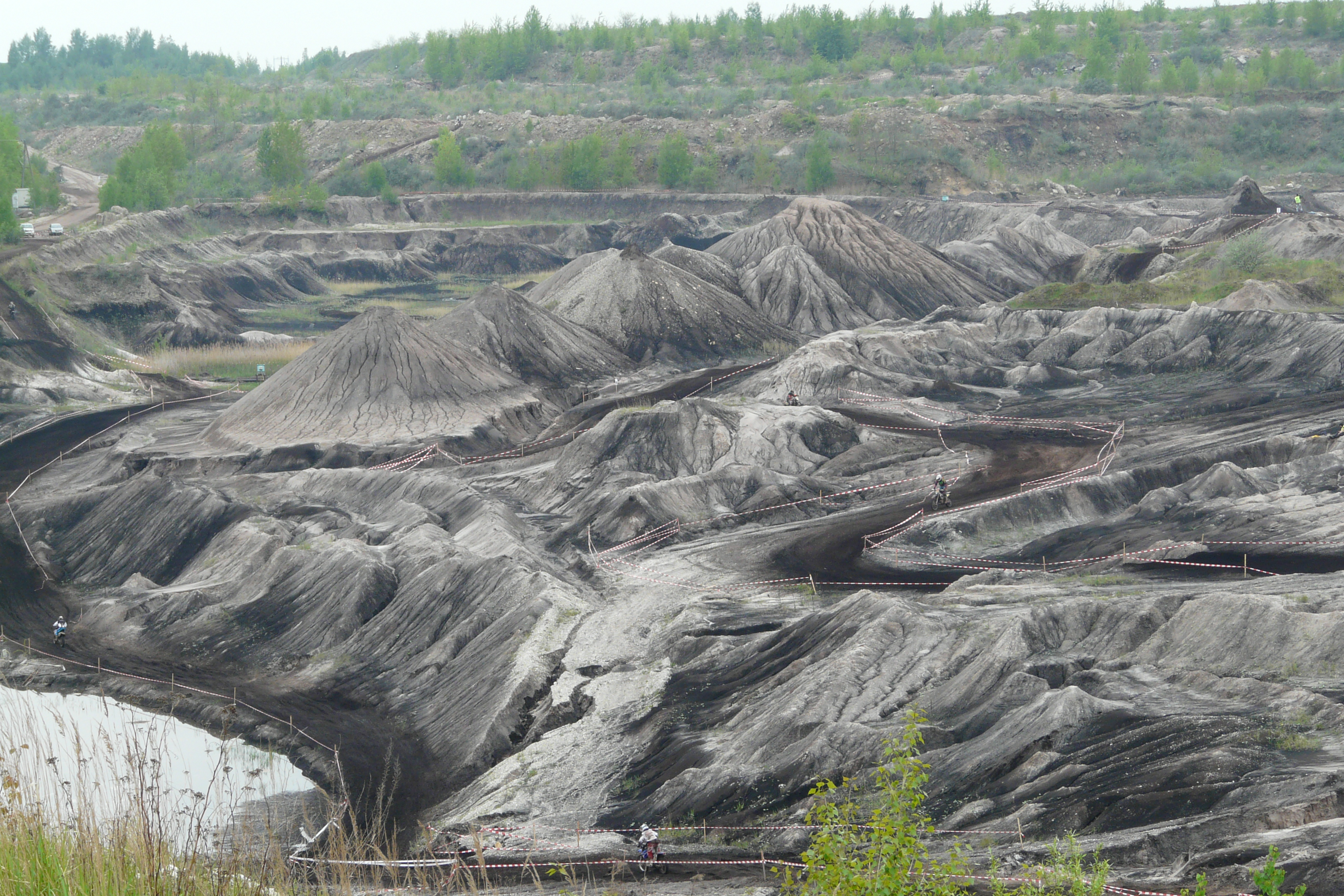
Ein Teil der Strecke unterhalb der Deckschichten im Braunkohleflöz
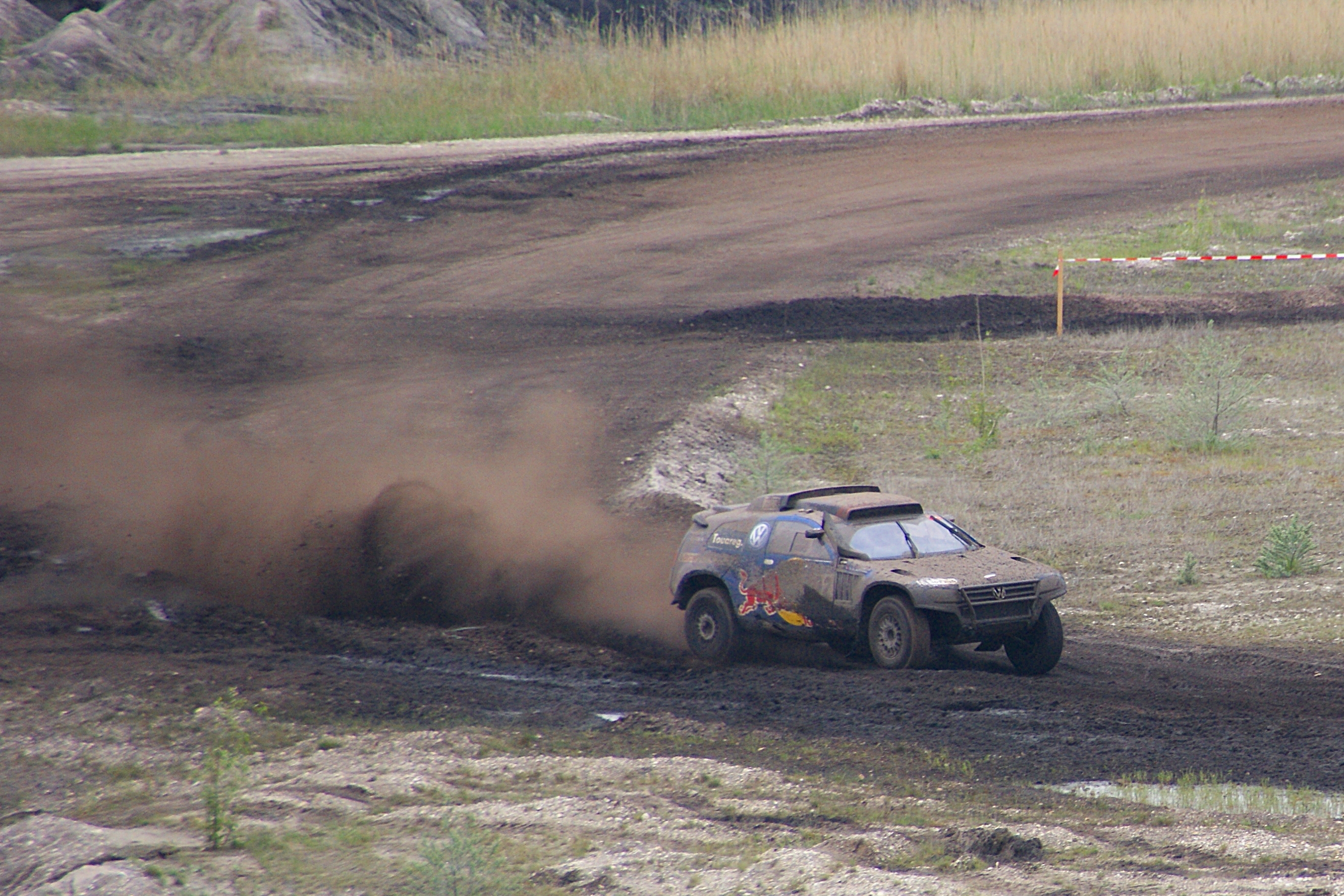
VW Race Touareg in Resten von Braunkohleflöz im Tagebau Profen

## Abraumkippe Pirkau
Zum VEB Braunkohlenwerk Deuben gehörte der Tagebau Pirkau, der im Jahr 1945 in Betrieb ging und unmittelbar an den Tagebau Profen südwestlich grenzte. Nachdem im Jahr 1968 der Tagebau Profen in das VEB Braunkohlenwerk Deuben integriert wurde, bildeten die beide Tagebaue faktisch eine Einheit. Im Jahr 1971 fiel der Entschluss, nicht den Tagebau Pirkau weiter nach Osten in Richtung Draschwitz, sondern den Tagebau Profen nach Süden in Richtung Döbris und Draschwitz zu treiben. Daraus entstand das Abbaufeld Profen-Süd, womit im Jahr 1974 der Abbau im Tagebau Pirkau endete.
Ab diesem Zeitpunkt gehörte der stillgelegte Tagebau Pirkau auch formell zum Tagebaugebiet Profen und wurde als Abraumkippe genutzt. Die vollständige Verfüllung des Tagebaus Pirkaus mit Abraum aus dem Tagebau Profen-Süd beziehungsweise dem Baufeld Süd/D sollte ursprünglich bis 1988/89 erfolgen. Tatsächlich begann die Verfüllung erst im Jahr 1985. Die Außenkippe Pirkau wurde vom Tagebau Profen bis zum Jahr 2000 betrieben.

## Zerstörte Ortschaften
Nach 1945 erreichte der Braunkohlenabbau eine neue Dimension. Zur Energieerzeugung setzte die DDR nahezu ausschließlich heimische Braunkohle ein. Die Maximierung der Fördermengen führte zur Inanspruchnahme riesiger Flächen. Orte, die in den Kohlefeldern lagen, wurden konsequent abgebaggert. Die größte Zahl der Ortsabbrüche und Umsiedlungen in Mitteldeutschland fiel daher in die Zeit der DDR. Jahrhunderte alte Gutshöfe, Kirchen und Kulturdenkmale wurden zerstört, Friedhöfe entweiht, ganze Wälder gerodet, Flüsse und Bäche verlegt, kanalisiert oder eingedeicht. Der Abbau der Braunkohle erfolgte in der DDR praktisch ohne Rücksicht auf Menschen oder Umweltbelange.
Der Braunkohlenbergbau hat das Landschaftsbild im Raum Profen nachhaltig verändert. Im Zeitraum von 1947 bis heute erfolgte in mehreren Etappen die Devastierung von 20 Orten beziehungsweise Ortsteilen. Mehr als 6000 Menschen mussten ihre Heimat verlassen. Die Mehrheit der Betroffenen wurde in neu errichtete Stadtteile in Hohenmölsen und Zeitz umgesiedelt. In der folgenden Übersicht sind die abgebaggerten Orte im Tagebau Profen aufgeführt, einschließlich der Abraumkippe Pirkau.
| Ort                        | Umgesiedelte Einwohner | Beginn der Umsiedlung/Jahr | Devastierung/Jahr | Umgemeindung der Flur/Jahr |
| -------------------------- | ---------------------- | -------------------------- | ----------------- | -------------------------- |
| Pirkau (Alt-Pirkau)        | 360                    | 1947                       | 1951              | 1951                       |
| Streckau                   | 700                    | 1953                       | 1954              | 1954                       |
| Mutschau                   | 1033                   | 1955                       | 1957              | 1958                       |
| Köttichau                  | 795                    | 1960                       | 1962              | 1963                       |
| Stöntzsch                  | 760                    | 1963                       | 1966              | 1965                       |
| Elstertrebnitz (teilweise) | 110                    | 1963                       | 1963              | ohne                       |
| Pegau (teilweise)          | 114                    | 1963                       | 1964              | ohne                       |
| Döbris                     | 615                    | 1965                       | 1967              | 2009                       |
| Domsen (Siedlung)          | 30                     | 1967                       | 1968              | 1998                       |
| Queisau                    | 187                    | 1977                       | 1979              | 1981                       |
| Steingrimma                | 178                    | 1980                       | 1981              | 1981                       |
| Dobergast                  | 285                    | 1983                       | 1984              | 1985                       |
| Schwerzau                  | 38                     | 1994                       | 1996              | 1996                       |
| Draschwitz (Zechenhaus)    | 15                     | 1994                       | 1994              | ohne                       |
| Bösau                      | 86                     | 1997                       | 2001              | 1998                       |
| Deumen                     | 157                    | 1997                       | 2002              | 1998                       |
| Mödnitz                    | 65                     | 1997                       | 2005              | 1998                       |
| Domsen                     | 173                    | 1997                       | 2009              | 1998                       |
| Grunau                     | 109                    | 1997                       | 2009              | 1998                       |
| Großgrimma                 | 224                    | 1997                       | 2009              | 1998                       |

## Nachnutzung
Auf einem Teil der Innenkippe des Tagebaus haben die MIBRAG und die Getec-Gruppe 2017 den Windpark Hohlenmölsen-Profen mit einer Leistung von insgesamt 28,8 Megawatt in Betrieb genommen. Errichtet wurden neun Windenergieanlagen des Typs Siemens SWT-3.2-113. Auf weiteren Rekultivierungsflächen plant die MIBRAG die Errichtung des Windparks Profen II mit einer Leistung von insgesamt 60 Megawatt und investiert rund 70 Mio. Euro. Im Juli 2024 erhielt die MIBRAG die Genehmigung nach Bundes-Immissionsschutzgesetz zur Errichtung und zum Betrieb der Anlagen des Typs GE Wind Energy 6.0-164. Das prognostizierte jährliche Regelarbeitsvermögen der zehn Windenergieanlagen soll bei 160 GWh liegen. Zum Vergleich liefert ein Block des Kraftwerks Schkopau mit 450 MW ca. 1500 GWh pro Jahr. Die LEAG wechselte 2025 den Anlagentyp zugunsten der Vestas V162-6,2 MW.